# Ley Orgánica de Financiación de las Comunidades Autónomas
La Ley Orgánica de Financiación de las Comunidades Autónomas (LOFCA) es una ley orgánica española que data de 1980 y que regula el sistema de financiación de las comunidades autónomas.
Esta ley concede a las comunidades autónomas la autonomía financiera necesaria para llevar a cabo y gestionar sus competencias de manera efectiva, al mismo tiempo que establece las directrices para su financiamiento. La LOFCA se aplica en conjunto con los estatutos de autonomía de cada comunidad autónoma, así como con las leyes, reglamentos y demás disposiciones legales emanadas tanto del Estado como de las propias comunidades autónomas que inciden en cuestiones financieras.
A lo largo del tiempo, la LOFCA ha experimentado diversas modificaciones. En 2009, se realizaron enmiendas significativas, como el aumento de la cesión de ingresos a las comunidades autónomas en el Impuesto sobre la Renta de las Personas Físicas (del 33% al 50%) y en el Impuesto sobre el Valor Añadido (del 35% al 50%). También se reformó el artículo sexto de la LOFCA, reemplazando la referencia a la «materia imponible» por «hecho imponible», con el propósito de reducir la conflictividad y brindar una mayor claridad en cuanto al ámbito fiscal autonómico relacionado con los tributos locales.